# Prix Cévennes du roman européen
Le prix Cévennes, prix du roman européen créé en 2007, a pour objectif de mettre en lumière le talent littéraire d’un auteur européen, en récompensant le meilleur roman européen écrit ou traduit en français dans l'année. Il semble avoir été supprimé en 2010.

## Genèse
Le projet a été lancé par le président de la CCI d'Alès, Francis Cabanat. L'idée était de positionner un prix littéraire sans le poids des éditeurs. Les petits éditeurs n'ont pas la force de frappe nécessaire pour paraître dans les grands prix.
Le prix a été créé en 2007 par une dizaine de librairies.

## Règlement
Le prix consacre un roman d’un écrivain enrichissant la diversité culturelle européenne tout en en soulignant le ciment. Pour être couronné, l'auteur du roman doit vivre dans l'un des 46 pays membres du conseil de l'Europe. Le lauréat reçoit 20 000 euros. Si le prix est décerné à un roman traduit en français, le traducteur reçoit 5 000 euros.
Le prix est annuel et se tient à Alès-en-Cévennes, dans le Gard, au mois de juin.
Dans un premier temps, une sélection est opérée par la quinzaine de librairies indépendantes francophones faisant partie de l'association et placées sous la houlette de la librairie Sauramps. Les titres les plus cités sont ensuite proposés à un jury composé d’écrivains et d’éditeurs de renommée internationale qui élit le roman lauréat. Son auteur et son traducteur sont récompensés (20 000 euros pour l'auteur et 5 000 euros pour le traducteur).

## Librairies participantes
Le prix a été créé en 2007 par les librairies
- Sauramps (Montpellier et Alès),
- Mollat (Bordeaux),
- Ombres blanches (Toulouse)
- Passages (Lyon)
- Dialogues (Brest),
- Maison du livre (Rodez),
- L'Armitière (Rouen),
- La Galerne (Le Havre),
- Folies d'encre (Montreuil)
- Le Comptoir des mots (Paris).

En 2009, six autres librairies ont rejoint l’association fondatrice
- L'Échappée belle (Sète),
- Le Rouge et le Noir (Saint-Chély-d’Apcher),
- Goyard (Nîmes),
- Teissier (Nîmes),
- Place Média (Narbonne),
- Torcatis (Perpignan).

En 2010, l’association accueille
- la librairie Kléber (Strasbourg).

## Jury
Le jury est composé de personnalités francophones "reconnues pour leur appartenance au monde des lettres et leur attachement à la culture européenne." Ce jury doit être renouvelé tous les trois ans.
Composition du jury :
- pour les éditions 2007, 2008 et 2009 :
  - Alberto Manguel : président du jury, secrétaire de Borges, essayiste, romancier, traducteur, critique littéraire, directeur de collection.
  - Pierre-Yves Pétillon : écrivain, spécialiste de la littérature américaine.
  - Margot Dijkgraaf : auteur et journaliste néerlandaise.
  - Tákis Theodorópoulos : auteur et éditeur grec.
- en 2010, le jury du Prix Cévennes accueille deux nouveaux membres :
  - Maria Luisa Blanco : essayiste et journaliste responsable du supplément culturel espagnol national El Païs.
  - Boyd Tonkin : critique et rédacteur en chef littéraire du quotidien The Independent.

## Lauréats
| Édition | Année | Lauréat         | Nationalité du lauréat | Titre de roman                   | Édition d'origine                           | Traducteur                            | Édition française                                                              |
| 1re     | 2007  | Magda Szabó     | Hongrie                | Rue Katalin                      | Katalin utcá (1969)                         | Chantal Philippe                      | Paris : V. Hamy, 2006, 232 p. (ISBN 2-87858-236-5)                             |
| 2e      | 2008  | Juli Zeh        | Allemagne              | La Fille sans qualités           | Spieltrieb (2004)                           | Brigitte Hébert et Jean-Claude Colbus | Arles : Actes Sud, 2007, 465 p. (Lettres allemandes). (ISBN 978-2-7427-6857-8) |
| 3e      | 2009  | Sandro Veronesi | Italie                 | Chaos calme                      | Caos calmo (2005)                           | Dominique Vittoz                      | Paris : Grasset, 2008, 504 p. (ISBN 978-2-246-72431-5)                         |
| 4e      | 2010  | Daniel Kehlmann | Allemagne              | Gloire : roman en neuf histoires | Ruhm : ein Roman in neun Geschichten (2009) | Juliette Aubert                       | Arles : Actes sud, 2009, 164 p. (Lettres allemandes). (ISBN 978-2-7427-8084-6) |

## Commentaires sur les œuvres primées
- Le roman de Juli Zeh, La Fille sans qualités, évoque les aspects sociologiques de la société européenne, plus que la violence scolaire qui en semble la trame. Il met en scène deux jeunes Allemands, nés pendant la guerre du Golfe, accompagnés au cours de leur adolescence par des actes terroristes ou guerriers, qui se jettent dans un jeu pervers.

- Outre le Fémina étranger, Chaos calme a obtenu le prix Méditerranée 2008 et le prix Strega, le Goncourt italien. Il a par ailleurs été adapté au cinéma en 2008 par Antonio Luigi Grimaldi, avec Nanni Moretti en vedette.

### Articles de presse
- « Naissance du prix Cévennes ». Le Monde des livres, 16 mars 2007.
- Montaner, Thierry. « Jean-Marie Sevestre : "Un prix sans le poids des éditeurs" ». Midi libre, 8 mai 2008, n° 22833.
- Montaner, Thierry. « Roman européen : Jil Zeh lauréate du Prix Cévennes ». Midi libre, 15 juin 2008, n° 22871.
- Beuve-Méry, Alain. « Juli Zeh remporte le prix Cévennes ». Le Monde des livres, 19 juin 2008. Article en ligne